# John Walsh (Naturforscher)
John Walsh (* 1. Juli 1726 in Fort St. George, Madras; † 9. März 1795 in London) war ein britischer Naturforscher und Politiker.

## Leben und Wirken
John Walsh war ein Sohn von Joseph Walsh, dem Gouverneur von Fort St. George, und Elizabeth Muskelyne, einer Tochter des Hofastronomen Nevil Maskelyne. 1742 trat er in den Dienst der britischen Ostindien-Kompanie und wurde Zahlmeister der Truppen in Madras. 1757 ernannte ihn Robert Clive zu seinem Privatsekretär. 1761 kehrte Walsh nach England zurück und kaufte das Anwesen Hockenhull in Cheshire. 1771 zog er nach Warfield Park bei Bracknell. Für Worcester war er bis 1780 Mitglied des Parlamentes. Am 8. November 1770 wurde er zum Mitglied der Royal Society und am 10. Januar 1771 auch zum Mitglied der Society of Antiquaries of London gewählt.
Am 8. Juni 1772 reiste Walsh von London nach Paris, wo er am 15. Juni ankam und eine Woche verbrachte. Am 26. Juni traf Walsh in La Rochelle ein. Dort und auf der nahe gelegenen Insel Île de Ré experimentierte er mit einer Art der Gattung Torpedo aus der Familie der Zitterrochen. Bereits nach wenigen Tagen konnte er als erster die elektrische Natur der von den Fischen ausgeteilten Schocks experimentell nachweisen. Sein Brief an Benjamin Franklin wurde am 1. Juli 1773 vor den Mitgliedern der Royal Society verlesen. Für seine Untersuchungen an den elektrischen Fischen wurde Walsh 1773 mit der Copley-Medaille ausgezeichnet.

## Schriften (Auswahl)
- Of the Electric Property of the Torpedo. In a Letter from John Walsh, Esq; F. R. S. to Benjamin Franklin, Esq; LL.D., F. R. S., Ac. R. Par. Soc. Ext., &c. In: Philosophical Transactions. Band 63, S. 461–480, 1773/1774 (doi:10.1098/rstl.1773.0039) – mit Sieu Seignette
- John Walsh: Of Torpedos Found on the Coast of England. In a Letter from John Walsh, Esq; F. R. S. to Thomas Pennant, Esq; F. R. S. In: Philosophical Transactions. Band 64, S. 464–473, 1774 (doi:10.1098/rstl.1774.0046)
- Experiments and Observations on the Gymnotus Electricus, or Electrical Eel. By Hugh Williamson, M. D. Communicated by John Walsh, Esq. F. R. S. In: Philosophical Transactions. Band 65, S. 94–101, 1775 (doi:10.1098/rstl.1775.0011) – mit Hugh Williamson

## Nachweise
- Marco Piccolino: The Taming of the Ray. Electric Fish Research in the Enlightenment, from John Walsh to Alessandro Volta  (Biblioteca di Nuncius, vol. 48). Florence: Leo S. Olschki, 2003 (PDF).
- www.berkshirehistory.com Eintrag auf David Nash Ford’s Royal Berkshire History Website (englisch)

## Weiterführende Literatur
- Marco Piccolino, Marco Bresadola: Drawing a spark from darkness: John Walsh and electric fish. Endeavour. 2002 Mar ;26 (1):19-26
- E. I. Carlyle, rev. Anita McConnell: Walsh, John (1726–1795). In: Henry Colin Gray Matthew, Brian Harrison (Hrsg.): Oxford Dictionary of National Biography, from the earliest times to the year 2000 (ODNB).  Oxford University Press, Oxford 2004, ISBN 0-19-861411-X; doi:10.1093/ref:odnb/28609 (Lizenz erforderlich), Stand: 2004.